# Mustapha
〈Mustapha〉는 프레디 머큐리가 작곡하고 영국의 록 밴드 퀸이 녹음한 곡이다. 이 곡은 서커스 매거진에 의해 "업 템포 아랍 로커"로 분류된 1978년 음반 《Jazz》의 첫 곡이다.

## 싱글
〈Mustapha〉는 1979년 독일, 스페인, 유고슬라비아, 볼리비아에서 싱글로 발매되었다. 이 곡의 B 사이드는 독일과 스페인 발매의 경우 〈Dead On Time〉이었고 유고슬라비아와 볼리비아의 경우 〈In Only Seven Days〉이었다. 또한, 네 가지 버전 모두 커버가 달랐다.